# Théodore Cornut
Théodore Cornut (Avignone, ... – ...; fl. XVIII secolo) è stato un architetto francese.

## Biografia

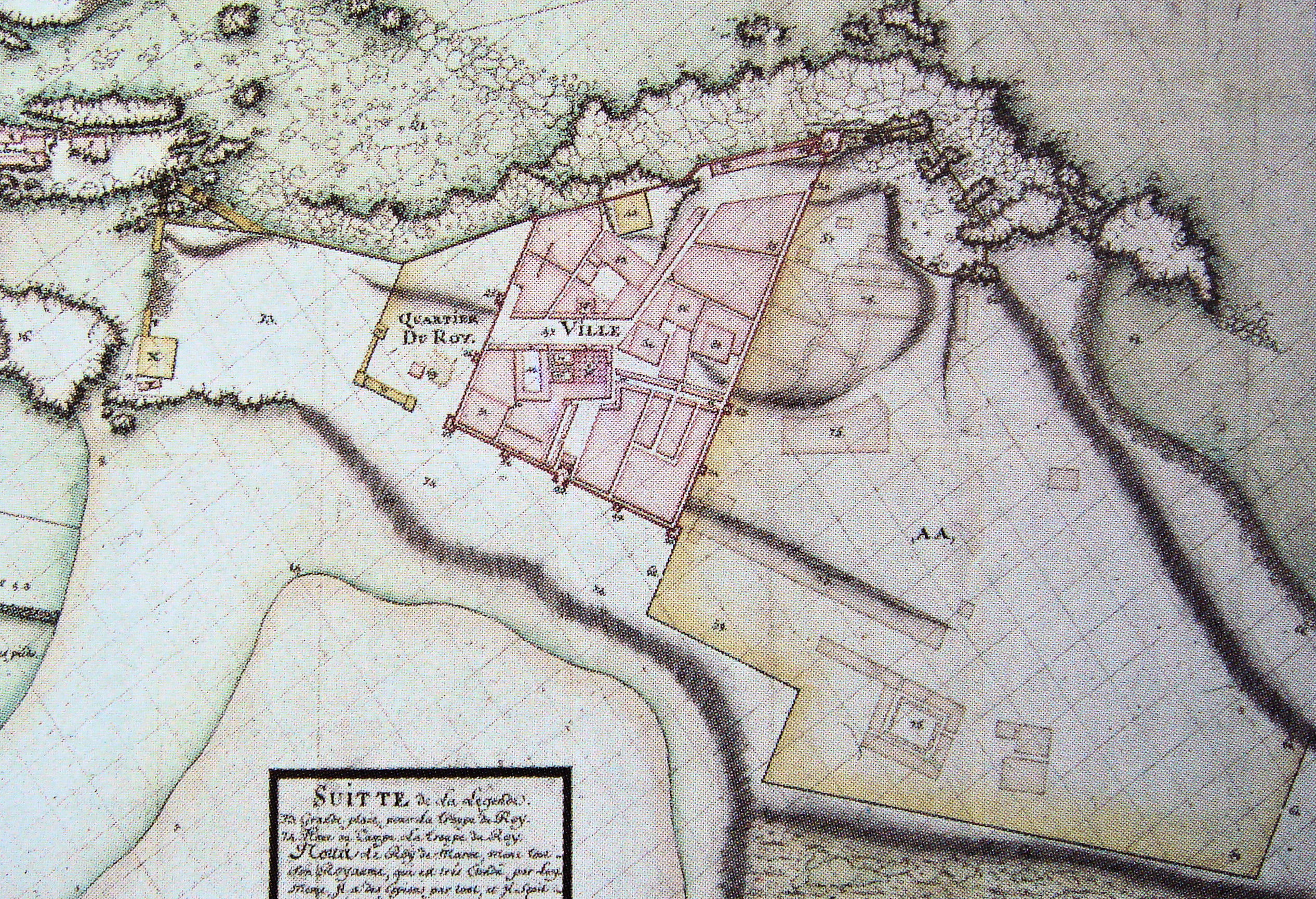
Mappa di Essaouira di Theodore Cornut

Cornut inizialmente lavorò come architetto di fortificazioni militari nel Rossiglione. Poi entrò al servizio della Corona inglese, e partecipò alla guerra dei Sette Anni. Più tardi, quando si trasferì a Gibilterra, fu invitato dal sultano del Marocco Mohammed ben Abdallah, che gli commissionò la progettazione della città di Essaouira.
Cornut utilizzò come operai centinaia di schiavi francesi, che furono imprigionati dai marocchini nel corso di un assalto fallito nel 1765 contro la città di Larache. Costruì il muro di cinta di Essaouira simile a quelle di Saint-Malo, e organizzò le vie della Medina secondo un sistema a rete. Inoltre progettò le mura della Kasbah (cittadella fortificata) e i quartieri reali di Essaouira.
Sopraffatto dalla quantità di lavoro necessario per la progettazione e la costruzione della città, Cornut partì dopo un anno.
Arrivato in Francia, disegnò la mappa di Essaouira con le costruzioni previste richieste dal Sultano.
Il resto della Medina (come le fortificazioni del porto) fu costruito in seguito alla sua partenza.